# Philonotis flexipes
Philonotis flexipes är en bladmossart som beskrevs av Jean Édouard Gabriel Narcisse Paris 1900. Philonotis flexipes ingår i släktet källmossor, och familjen Bartramiaceae. Inga underarter finns listade i Catalogue of Life.